# Diachasma striatitergum
Diachasma striatitergum är en stekelart som beskrevs av Vladimir Ivanovich Tobias 1998. Diachasma striatitergum ingår i släktet Diachasma och familjen bracksteklar. Inga underarter finns listade i Catalogue of Life.